# Kouma
La Kouma (en russe : Кума́) est un fleuve du sud de la Russie, qui arrose la république de Karatchaïévo-Tcherkessie, le kraï de Stavropol et la république du Daghestan et se jette dans la mer Caspienne.

## Géographie
Il est long de 802 km et draine un bassin de 33 500 km2.
Le Kouma prend sa source dans le nord du Caucase, à l'ouest de la ville de Kislovodsk. Il coule vers le nord-est, arrose les villes de Mineralnye Vody, Zelenokoumsk, Boudionnovsk et Neftekoumsk, dans le kraï de Stavropol, puis traverse le Daghestan et se jette dans la mer Caspienne, près de la frontière entre le Daghestan et la Kalmoukie.

## Principales villes traversées
- Mineralnye Vody
- Zelenokoumsk
- Prikoumsk
- Boudionnovsk
- Neftekoumsk

## Hydrométrie - Les débits à Boudionnovsk
Le débit du fleuve a été observé pendant 57 ans (durant la période 1926 - 1985) à Boudionnovsk, ville située à quelque 220 kilomètres en amont de son embouchure dans la mer Caspienne.
À Boudionnovsk, le débit annuel moyen ou module observé sur cette période était de 13,3 m3/s pour une surface de drainage de plus ou moins 15 800 km2, soit la quasi-totalité du bassin versant utile du fleuve, c'est-à-dire de la portion du bassin donnant lieu à un écoulement. La lame d'eau écoulée annuellement dans cette partie du bassin se montait de ce fait à 27,9 millimètres, ce qui peut être considéré comme très faible.
Le minimum d'étiage est observé en janvier, avec un débit de 8,37 m3/s, tandis que le débit mensuel maximal est celui du mois d'avril avec 20,5 m3/s en moyenne. Les variations saisonnières sont donc fort peu importantes, et le fleuve apparaît comme régulier. Sur la durée d'observation de 57 ans, le débit mensuel maximal a été de 74,2 m3/s en juin 1967. Un débit mensuel supérieur à 50 m3/s est exceptionnel.

### Source
- Grande Encyclopédie soviétique